# Европротокол
Европротоко́л — упрощённая схема оформления документов о ДТП для получения выплаты по ОСАГО без привлечения сотрудников полиции.

## История
Ранее в России оформление документов для получения страховой выплаты по ОСАГО при любых, даже незначительных ДТП происходило только с участием автоинспектора. Водители были вынуждены тратить своё время в ожидании его приезда, а их транспортные средства затрудняли проезд. В то же время в странах Европейского союза действовал упрощённый порядок оформления ДТП. В 2009 году российские законодатели решили перенять этот опыт, введя так называемый европротокол. Благодаря ему участники незначительных ДТП получили возможность самостоятельно оценить ущерб, договориться между собой и оформить бланки для страховых компаний для получения страховых выплат по полисам ОСАГО. После этого страховая компания потерпевшего водителя должна выплатить ему страховку, сумма которой взыскивается со страховой компании виновника аварии.
В 2019 году вступили в силу поправки к Закону об ОСАГО, позволяющие оформлять европротокол в электронном виде с помощью мобильного приложения через Единый портал госуслуг.

## Условия оформления ДТП по европротоколу
Оформление ДТП по европротоколу возможно при выполнении следующих условий:
- В ДТП нет потерпевших;
- В ДТП участвуют только два транспортных средства (грузовой автомобиль с прицепом рассматривается как два транспортных средства, в этом случае оформлять европротокол нельзя);
- Повреждения получили только участвовавшие в ДТП автомобили;
- Оба водителя вписаны в действующие полисы ОСАГО или международный полис «Зелёная карта», выданные на участвующие в ДТП автомобили;
- По предварительной оценке нанесённый транспортным средствам ущерб не превышает максимальную сумму страховой выплаты;
- Между водителями нет разногласий по поводу виновности, они согласны оформить ДТП без вызова сотрудников ГИБДД и подписать европротокол;

В течение 5 рабочих дней после оформления европротокола участники ДТП должны предоставить его экземпляры каждый в свою страховую компанию. Если это не будет сделано, виновник ДТП получит регрессное требование.

При оформлении европротокола рекомендуется проверить оригинальность страхового полиса второго участника ДТП на сайте Российского союза автостраховщиков. Иначе, если он предоставил ложные данные, страховая компания не компенсирует убытки. Для облегчения оформления европротокола можно воспользоваться мобильным приложением «ДТП.Европротокол».

## Критика
После введения европротокола к его оформлению стала прибегать только незначительная часть автомобилистов. Изначально одним из сдерживающих факторов был лимит ущерба в 25 тысяч рублей, но в 2014 году его увеличили до 50 тысяч, а в 2018  — до 100 тысяч. Опытным водителям зачастую было привычнее дождаться сотрудника ГИБДД, чем заполнять не очень им понятное извещение, где легко можно было сделать ошибку. В 2015 году вступили в силу изменения правил дорожного движения, где применение европротокола было прописано более понятно для водителей.
Европротокол критиковался по следующим причинам:
- Во многих случаях бывает сложно быстро оценить нанесённый транспортным средствам ущерб, поскольку автомобили могут иметь скрытые повреждения, внешне незаметные. Такие повреждения могут обнаружиться позднее при детальном осмотре.
- Из-за незначительности суммы компенсации автовладельцы могут сомневаться, достаточно ли её будет для покрытия расходов на ремонт.
- Имеется высокий риск мошенничества, когда ДТП инсценируется водителями с целью получения страховых выплат. Например, в Европе в 2010 году мошенничество с автострахованием было самым популярным видом страхового мошенничества, на его долю приходилось 62 % от всех случаев.